# カモン・エヴリバディ
「カモン・エヴリバディ」（C'mon Everybody）は、エディ・コクランが1958年に発表した楽曲。1988年にリバイバル・ヒットした。

## 概要
作詞作曲はエディ・コクランとジェリー・ケープハート。ケープハートはコクランのマネージャーであり親しい友人でもあった。「サマータイム・ブルース」に続くシングルとして1958年10月に発表された。「みんなで今夜集まろうじゃないか／ジーンズにあるこの金なら俺は正しい使い方を知っている／今週ずっと宿題ばっかりやってたんだぜ／今うちは空っぽで人もいない／ウウウ、みんなおいでよ！」と歌われる。
1959年1月5日付のビルボード・Hot 100で35位を記録した。全英シングルチャートでは6位、カナダでは39位、ベルギー・フランドルで20位を記録した。
「ローリング・ストーンの選ぶオールタイム・グレイテスト・ソング500」（2010年版）で411位にランクされている。

## 1988年リバイバル
1988年、リーバイス501のCMに使われ「カモン・エヴリバディ」は再び脚光を浴びる。同年2月にイギリスでリイシュー盤が発売され、イギリスで14位、アイルランドで7位を記録した。
アイルランド放送協会のチャリティー番組『The RTÉ People in Need Telethon』（1989年～2007年）のテーマ曲に使用された。

## 演奏者
- エディ・コクラン - ボーカル、ギター
- コニー・スミス - ベース
- アール・パーマー - ドラムズ
- レイ・ジョンソン - ピアノ
- ジェリー・ケープハート - タンバリン（推定）

## カバー・バージョン
|        | アーティスト名           | レコード・CD等                                                                 |
| ------ | ------------------------ | ------------------------------------------------------------------------------ |
| 1959年 | アダム・フェイス         | 『Drumbeat』                                                                   |
| 1969年 | NRBQ                     | アルバム『NRBQ』シングル『C'MON EVERYBODY/ROCKET NUMBER 9』                    |
| 1971年 | UFO                      | 『UFO 1』                                                                      |
| 1972年 | ハンブル・パイ           | 『スモーキン』                                                                 |
| 1975年 | アルヴィン・スターダスト | 『Rock with Alvin』                                                            |
| 1975年 | バート・ブランカ         | 『Special Rock - Volume 2』                                                    |
| 1980年 | ルースターズ             | 『THE ROOSTERS』                                                               |
| 1993年 | ブライアン・アダムス     | シングル「Please Forgive Me」に収録。ライブ・バージョン                        |
| 1993年 | ブライアン・セッツァー   | 『ロッキン・バイ・マイセルフ』                                                 |
| 1979年 | セックス・ピストルズ     | 『ザ・グレイト・ロックン・ロール・スウィンドル』。ボーカルはシド・ヴィシャス。 |
| 1988年 | 布袋寅泰                 | 『GUITARHYTHM』                                                                |
| 2003年 | レッド・ツェッペリン     | 『レッド・ツェッペリン DVD』                                                   |
| 2011年 | ジグ・ジグ・スパトニック | トリビュート・アルバム『ALL TIME SUPER GUEST』                                 |
| 2014年 | ブライアン・アダムス     | 『Tracks of My Years』デラックス・エディション                                 |